# リュドミラ・ブルダコワ
リュドミラ・ブルダコワ（ロシア語: Людмила Степановна Булдакова, ラテン文字転写: Lyudmila Stepanovna Buldakova、女性、1938年5月25日 - 2006年11月9日）は、ソビエト連邦のバレーボール選手である。

## 人物
1938年5月25日、レニングラード（現サンクトペテルブルク）出身。1956年にディナモ・モスクワに入団。ソビエトリーグでは6度の優勝（1960, 1962, 1970-1973）を経験した。
1955年にソビエト女子代表に招集され、1955年の欧州選手権で銀メダルを獲得して以来、欧州選手権では1958年、1967年、1971年と3度の優勝を果たし、世界選手権では1956年、1960年、1970年と3度の優勝、オリンピックは3回出場して1964年の東京五輪で銀メダル、1968年メキシコシティ五輪と1972年ミュンヘン五輪では2大会連続で金メダルを獲得するなど息の長い選手でもあった。
日本では『ブルダコーワ』という表記がされていた。